# Ovidiu Herea
Nicolae Ovidiu Herea (ur. 26 marca 1985 w Bukareszcie) – piłkarz rumuński grający na pozycji ofensywnego lub bocznego pomocnika. Od 2007 roku jest piłkarzem klubu Rapid Bukareszt.

## Kariera klubowa
Karierę piłkarską Herea rozpoczął w klubie Național Bukareszt. W 2003 roku awansował do kadry pierwszego zespołu Naționalu. 16 sierpnia 2003 roku zadebiutował w nim w pierwszej lidze rumuńskiej w przegranym 1:4 wyjazdowym meczu z FC Brașov. W zespole z Bukaresztu grał do końca sezonu 2006/2007, w którym Național spadł do drugiej ligi rumuńskiej.
W 2007 roku Herea odszedł z Naționalu do Rapidu Bukareszt. W Rapidzie zadebiutował 19 sierpnia 2007 w zwycięskim 4:2 domowym meczu z Oțelulem Galați. W 2007 roku wywalczył z Rapidem Puchar Rumunii, a następnie zdobył także Superpuchar Rumunii.
| Sezon   | Klub               | Kraj    | Rozgrywki | Mecze | Bramki |
| ------- | ------------------ | ------- | --------- | ----- | ------ |
| 2003/04 | Național Bukareszt | Rumunia | Divizia A | 7     | 0      |
| 2004/05 | Național Bukareszt | Rumunia | Divizia A | 7     | 0      |
| 2005/06 | Național Bukareszt | Rumunia | Divizia A | 21    | 0      |
| 2006/07 | Național Bukareszt | Rumunia | Liga I    | 31    | 5      |
| 2007/08 | Rapid Bukareszt    | Rumunia | Liga I    | 26    | 0      |
| 2008/09 | Rapid Bukareszt    | Rumunia | Liga I    | 25    | 2      |
| 2009/10 | Rapid Bukareszt    | Rumunia | Liga I    | 29    | 8      |
| 2010/11 | Rapid Bukareszt    | Rumunia | Liga I    | 31    | 11     |
| 2011/12 | Rapid Bukareszt    | Rumunia | Liga I    | 28    | 12     |
| 2012/13 | Rapid Bukareszt    | Rumunia | Liga I    | 26    | 9      |

## Kariera reprezentacyjna
W swojej karierze Herea występował w reprezentacji Rumunii U-21. W dorosłej reprezentacji zadebiutował 3 września 2010 roku w zremisowanym 1:1 meczu eliminacji do Euro 2012 z Albanią.
| Mecze i gole w reprezentacji | Mecze i gole w reprezentacji | Mecze i gole w reprezentacji | Mecze i gole w reprezentacji | Mecze i gole w reprezentacji | Mecze i gole w reprezentacji | Mecze i gole w reprezentacji |
| #                            | Data                         | Stadion                      | Rywal                        | Wynik                        | Gol                          | Rozgrywki                    |
| 2010                         | 2010                         | 2010                         | 2010                         | 2010                         | 2010                         | 2010                         |
| ---------------------------- | ---------------------------- | ---------------------------- | ---------------------------- | ---------------------------- | ---------------------------- | ---------------------------- |
| 1.                           | 03.09.2010                   | Piatra Neamț, Rumunia        | Albania                      | 1:1                          | 0                            | el. ME 2012                  |